# Жозеф Пруст
Жо́зеф Луї Пруст (фр. Joseph Louis Proust; 26 вересня 1754, Анже — 5 липня 1826, там само) — французький хімік, вчений, член Паризької академії наук (з 1816).

## Життєпис
Жозеф Луї Пруст народився в невеликім містечку Анже в родині аптекаря; в аптеці батька він одержав перші фармацевтичні й хімічні знання. Юнаком Пруст вирушив до Парижа; спочатку працював учнем аптекаря, а потім став студентом університету, де захопився хімією, якої вчився в Г. Ф. Руеля. В 1775 він був призначений на посаду керівника аптеки лікарні Сальпетриєр. В 1777 Пруст одержав запрошення на кафедру хімії й металургії недавно заснованої Королівської семінарії у Вергарі (Іспанія), де працював до 1780. Потім Пруст повернувся в Париж, де продовжив освіту. В 1785 король Іспанії Карл ІІІ запросив Пруста на посаду професора хімії Артилерійської школи в Сеговії. Надалі Пруст керував кафедрами хімії в університеті Саламанки (з 1789), а потім Мадрида (1791—1808).
Завдяки значній фінансовій підтримці короля Пруст організував у Мадриді дуже добре устатковану лабораторію, зібрав коштовні колекції мінералів і реактивів.
В 1808, у період вторгнення військ Наполеона в Іспанію й придушення в країні народного повстання, що спалахнуло в країні, лабораторія Пруста і його колекції загинули. Пруст, який у цей час перебував у Франції, вирішив залишитися там. В 1816 був вибраний членом Паризької академії наук.

## Наукова робота
Встановив закон сталості хімічних сполук. Відкрив гідроксиди металів. Запропонував термін «гідрат». Дослідив низку оксидів і сульфідів металів. Працював також у галузі органічної хімії, виділив глюкозу, відкрив амінокислоту лейцин, дослідив камфору, крохмаль, цукор.